# 长羽凤丫蕨
长羽凤丫蕨（学名：Coniogramme longissima）为裸子蕨科凤丫蕨属下的一个种。

## 扩展阅读
- 維基物種上的相關：长羽凤丫蕨